# Maupertuis, Manche
Maupertuis är en kommun i departementet Manche i regionen Normandie i norra Frankrike. Kommunen ligger i kantonen Percy som tillhör arrondissementet Saint-Lô. År 2022 hade Maupertuis 147 invånare.

## Befolkningsutveckling
Antalet invånare i kommunen Maupertuis
| Referens: INSEE |